# Ball (Game & Watch)
 (décembre 2018).
Si vous disposez d'ouvrages ou d'articles de référence ou si vous connaissez des sites web de qualité traitant du thème abordé ici, merci de compléter l'article en donnant les références utiles à sa vérifiabilité et en les liant à la section « Notes et références ».
Pour les articles homonymes, voir Ball.
Ball est le premier jeu de la gamme de jeux électroniques Game & Watch créée par Nintendo. Il appartient à la série Silver.

## Système de jeu
Le joueur contrôle les bras d'un personnage (Mr. Game & Watch) dans le but de rattraper des balles qui tombent et donc de jongler. Il y a deux modes de jeu : "game A", dans lequel le joueur jongle avec deux balles et "game B" où il jongle avec trois balles. Il n'y a que deux boutons d'action : gauche et droite. Comme sur n'importe quel Game and Watch, il est possible de lire l'heure.

## Rééditions
Un remake du jeu est disponible dans les jeux Game Boy Gallery, sorti sur Game Boy en 1995, et Game & Watch Gallery 2, sorti sur Game Boy Color en 1998. Il est également porté sur DSiWare.
Le jeu fait partie de la Game & Watch spécialement sortie pour les 35 ans de Super Mario Bros. en novembre 2020, en version Mario (et en version Luigi),. 